# نوكيا 6210 نافيجيتر
نوكيا 6210 نافيجيتر (بالإنجليزية: Nokia 6210 Navigator)‏ هو هاتف محمول من نوكيا يعمل بنظام سيمبيان.

## الخصائص
- نظام التشغيل: سيمبيان
- الوزن: 117 غ (0.258 رطل) }}
- المعالج: 369 ميجا هرتز
- الذاكرة: 1 جيجابايت